# سیارک ۱۵۰۴۲
سیارک ۱۵۰۴۲ (به انگلیسی: 15042 Anndavgui، نامگذاری:1998XZ8) پانزده هزار و چهل و دومین سیارک کشف شده‌است که در ۱۴ دسامبر ۱۹۹۸ کشف شد.
قدر مطلق سیارک برابر ۱۲٫۷۰ است.